# Drebkau
Drebkau (lågsorbiska: Drjowk) är en stad i östra Tyskland, belägen i Landkreis Spree-Neisse i förbundslandet Brandenburg, omkring 15 km sydväst om den närmaste storstaden Cottbus och 125 km sydost om Berlin.  Staden har sina nuvarande administrativa gränser sedan 2001, då grannkommunerna Casel, Domsdorf, Greifenhain, Jehserig, Laubst, Leuthen, Schorbus och Siewisch slogs ihop med staden.